# Bermet
Bermet (serb. cyr. Бермет) – wino deserowe pochodzące z regionu Fruška gora w Wojwodinie. Początkowo przeznaczony był do zastosowań medycznych (trawienie), następnie produkowany do powszechnej konsumpcji. Bermet zawiera od 16 do 18 procent alkoholu, zazwyczaj podawany jest jako wino deserowe, ale może również być podany jako aperitif. Zaleca się podawanie wina w temperaturze 18-20°C. Nazwa wina pochodzi od zniekształconego słowa wermut, wytwarzany jest jednak inaczej niż wermut, poprzez macerację minimum 20 ziół i przypraw. Wytwarzany jest zarówno z białych jak i czerwonych winogron. Dokładny przepis pozostaje tajny i obecnie jest w posiadaniu kilku rodzin z miasta Sremski Karlovci.
Według niektórych relacji, Bermet był serwowany na Titanicu, jak również w Królewskim Pałacu w Wiedniu.
Bermet jest zarejestrowanym chronionym oznaczeniem geograficznym w Urzędzie Własności Intelektualnej Republiki Serbii.